# Anej Piletič
Anej Piletič, znan tudi pod umetniškim imenom Oliver Rio, slovenski glasbenik, pevec in pesmopisec, * 21. februar 1999
Od leta 2016 skupaj s svojim bratom Rokom pojeta v duetu pod imenom BQL. Njegovo produkcijo vodi Raay. Sodelujeta tudi z Niko Zorjan, s katero so posneli videospot Ni predaje ni umika.
Februarja 2023 je podpisal pogodbo z znano glasbeno založbo Warner Chappell Music, kjer ustvarja pod umetniškim imenom Oliver Rio.

## Diskografija
- 2015: Ko sama boš
- 2022: Prvi dan − Iza & Anej

Kot gostujoči izvajalec
- 2022: Love You More − Lemon City ft. Oliver Rio
- 2022: Better Than That − Mir ft. Oliver Rio